# Syndrome du nez vide
« Empty nose syndrome » est le nom donné à la maladie, en 1994, par le docteur Eugene Kern de Rochester (Minnesota, Etats-Unis), un ORL spécialiste à la clinique Mayo.
Pour les articles homonymes, voir Empty nose syndrome.

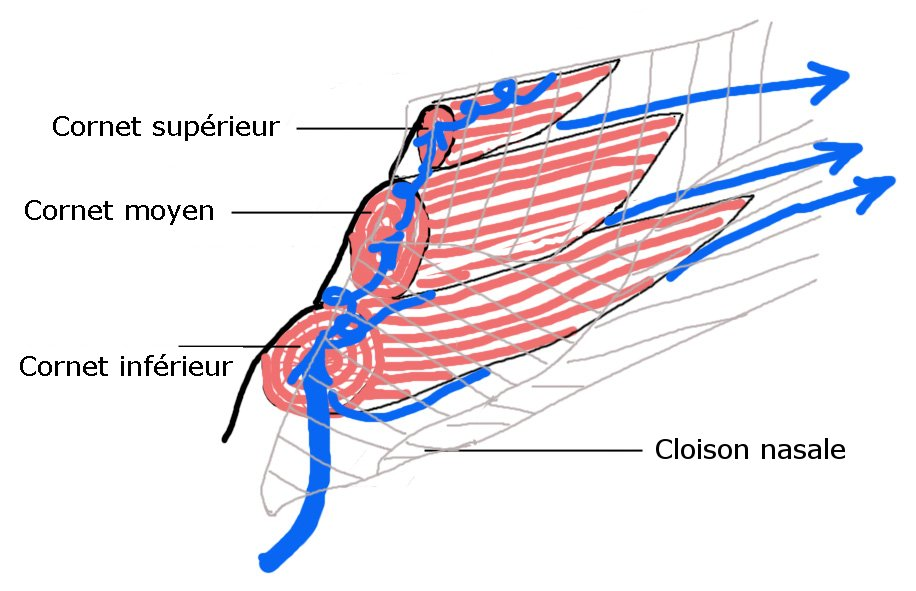
Circulation de l'air dans la narine droite

Le syndrome du nez vide (SNV), de l’anglais : Empty Nose Syndrome (ENS), est un état qui apparaît lorsqu'une quantité excessive de tissu nasal producteur de mucus (les cornets ou turbinates en anglais) a été chirurgicalement enlevée du nez ou endommagée, laissant un vide ou des dommages trop importants dans les cavités nasales. Une chirurgie conservatrice peut également mener au syndrome du nez vide car il n'y a pas de standard, ni études, sur la quantité du cornet qui peut être réséquée avant de développer le Syndrome du Nez Vide.
Il s'agit donc d'une maladie iatrogène.

## Opérations chirurgicales pouvant mener au Syndrome du Nez Vide
Le syndrome de nez vide peut être causé aussi bien par une chirurgie nasale mineure que majeure,, : 
- intervention majeure :  turbinectomie (ou amenuisement des cornets, ou encore conchotomie) , turbinoplastie
- intervention mineure :  cautérisation, cryochirurgie (en), thérapie laser (en), résection sous-mucosale, radiofréquence.

La turbinectomie est la chirurgie de résection totale ou partielle des cornets traitant la portion muqueuse et osseuse.
La turbinoplastie est la chirurgie de résection partielle des cornets agissant uniquement sur la portion muqueuse.
La radiofréquence agit sur le tissu muqueux en profondeur pour entraîner sa rétraction.
La cautérisation est utilisée pour diminuer les épistaxis (saignements de nez).
Ces opérations sont pratiquées par un chirurgien oto-rhino-laryngologiste (ORL) ou un chirurgien plasticien pour différentes raisons. La raison la plus fréquente est le gonflement des cornets de façon chronique (hypertrophie des cornets) qui bloquent trop les voies respiratoires nasales.

### Cause de l'hypertrophie turbinale
Les causes les plus répandues de gonflement ou sur-croissance des cornets (hypertrophie turbinale) sont les suivantes :
- Exposition trop forte à la poussière, à la fumée et autres sources d'irritations aériennes ;
- Sinusite chronique ;
- Déformation structurelle nasale, cloison nasale (septum) déviée ;
- Chirurgie de septoplastie créant un déséquilibre des deux cornets, l'un étant trop petit, le second trop imposant ;
- Chirurgie de rhinoplastie vouée à affiner le nez et réduisant donc la taille des voies respiratoires (les cornets se retrouvent comprimés) ;
- Usage prolongé de décongestionnant nasal ;
- Présence de polypes.

## Physiopathologie

### Étiologie
La quantité de muqueuse réséquée n’est pas forcément en cause et on ne sait pas à l’heure actuelle prédire le risque de développer un SNV.

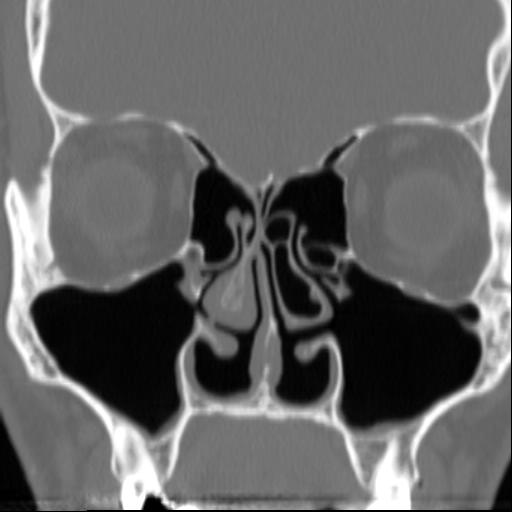
Scanner des cavités nasales avant et après une turbinectomie inférieure partielle d'au moins 80 %. Ce patient souffre sévèrement du SNV.

Lorsqu'une quantité excessive des cornets est ôtée ou endommagée, le nez perd ses capacités à convenablement pressuriser, diriger, tempérer, humidifier, filtrer, sentir et détecter le flux d'air inspiré. La synchronisation respiratoire naturelle entre le nez, la bouche et les poumons est également perturbée.
Le syndrome du nez vide apparaît généralement dans un délai d'un an après l'intervention chirurgicale. Il peut aussi apparaître directement après l'opération.
Le patient souffrant désormais du syndrome du nez vide est constamment essoufflé à cause de l'« obstruction paradoxale », son sommeil devient très superficiel et beaucoup développent une apnée de sommeil. Bien souvent, il aura besoin de médicaments comme les benzodiazépines pour dormir.
Le patient est déprimé ou anxieux quasiment en permanence et évite les interactions sociales. La douleur et brûlures provenant des sinus sont parfois également un problème.

### L'obstruction paradoxale ou manque de sensation d'air
L'obstruction paradoxale est composée de trois facteurs principaux :
- le flux d'air intra-nasal n'est plus laminaire mais turbulent, avec une perte de charge dans le débit d'air ;
- une sensation d'obstruction est créée par le manque de pression sur les récepteurs "mécaniques" de la muqueuse nasale ;
- les thermorécepteurs, également nommés TRPM8, sont chargés de détecter la différence de température entre l'air et la muqueuse nasale et de donner l'ordre aux cornets de gonfler pour réchauffer l'air entrant. Leur défaillance entraîne une absence de sensation d'air ou une sensation d'air glacial.

On la dit paradoxale car c’est une sensation d’obstruction nasale, malgré le fait que le nez ne soit pas physiquement obstrué. En conséquence de cette « obstruction paradoxale », les personnes souffrant du syndrome du nez vide souffrent d’insomnie sévère chronique et de fatigue chronique. Ils souffrent aussi de sécheresse nasale qui cause des croûtes dans le nez.

### Syndrome du nez vide et rhinite atrophique
L'évolution naturelle du syndrome du nez vide se fait parfois vers une rhinite atrophique, caractérisée par la dégénérescence du tissu et du cartilage nasal, des cavités nasales évasées et un dysfonctionnement total de la muqueuse nasale restante. Cette rhinite est alors dite « secondaire », car conséquente d'un état préexistant.

## Symptomatologie

### Symptômes physiques
- Dyspnée (sensation d’étouffement) ou perte de l'automatisme respiratoire[6]
- Absence de sensation d'air ou sensation d'air glacial, de vide nasal
- Dysfonctionnement du système nerveux autonome
- Douleurs et infections nasales à répétition
- Fatigue intense, asthénie
- Douleurs névralgiques de la face et du front, pouvant s’étendre jusqu’au dos
- Brûlures nasales à l'inspiration
- Sécheresse nasale[7] et croûtes
- Sécheresse oculaire
- Rhinorrhée postérieure et difficultés pour se moucher
- Essoufflement permanent
- Diminution de l'odorat et/ou sensation d'odeur fétide (ozène)
- Diminution ou perte du goût
- Tachycardie ou syndrome du STOP
- Troubles du sommeil par décompensation d'un syndrome d'apnée du sommeil sous-jacent
- Syndrome d'hyperventilation : une étude a trouvé que 77% des gens qui ont le syndrome du nez vide ont un syndrome d'hyperventilation[8]
- Effondrement des valves nasales[9]
- Pneumatisation des sinus et des cornets

### Symptômes psychiques
- Crises d'angoisse, anxiété exacerbée, irritabilité
- Dépression intense[10], causée par la perte de la qualité de vie
- Insomnies, manque de sommeil important
- Manque de compréhension de l'entourage conduisant à un repli sur soi
- Pensées suicidaires

## Témoignages de malades

### Témoignage vidéo
- François[11]
- Ingrid Devillepoix[12]
- Megyn Kelly[13]
- Mike Mellow[14]

### Témoignage écrit
- Laurence Chatevaire pour L'Obs[15]
- Brett Helling dans Slate[16]

## Traitements

### Traitement médical
Dans un premier temps, un traitement médical est recommandé, avec des lavages pluriquotidiens des fosses nasales au sérum physiologique.
Les humidificateurs peuvent être utilisés pour soulager la sécheresse nasale, et; en cas de respiration perturbatrice pour le sommeil, un appareil à pressurisation d'air avec humidificateur intégré peut être employé.
L'objectif est de protéger la muqueuse et l'aider à remplir son rôle. Pour certains malades, tous les moyens sont bons pour atténuer les symptômes : humidificateur, masques, filtres et foulards, inhalations, huiles et sprays nasaux.
Aucun traitement médical ne supprime totalement les symptômes du syndrome du nez vide.

### Traitement chirurgical
Dans certains cas, la réalisation d'implants de biomatériaux au niveau du septum nasal peut améliorer les symptômes fonctionnels.
Certains ORL, à travers le monde, offrent des traitements qui permettent d’alléger les symptômes, sans les faire disparaître complètement : 
- implants de biomatériaux, bio-oss, acrylique
- implants de cartilage auriculaire sur le septum nasal
- implants de greffons de cartilage costal prélevé sur un donneur
- injection de PRP (Platelet Rich Plasma)
- injection d'acide hyaluronique au sein des cornets
- injection de graisse prélevée dans le ventre du patient afin de redonner du volume aux cornets.

Les différents traitements chirurgicaux ne remplacent pas les cornets. Ils ne font que combler un vide, avec le risque qu'il soit trop comblé dans certains cas ou pas assez dans d'autres. En effet, les cornets s'adaptent à l’environnement (humidité de l'air respiré) et à l'activité du corps (efforts, sport) grâce à leur faculté érectile.
Là encore, les traitements chirurgicaux sont en évolution mais, en l'état, aucun n'offre une réponse réellement satisfaisante pour les malades.

## Reconnaissance de la maladie
Le syndrome du nez vide et ses symptômes invalidants sont en cours d'étude par la Haute Autorité de Santé depuis 2020.
Depuis le 15 décembre 2022, la HAS  a reconnu le syndrome du nez vide, ce qui fait de la France un pays précurseur dans la prise en charge des malades.[réf. nécessaire]

## Célébrités touchées par la maladie
Le médecin personnel de Michael Jackson évoque son cas dans une vidéo; à la suite des nombreuses rhinoplasties subies par le chanteur, ce dernier aurait déclaré un Syndrome du Nez Vide, maladie qui le poussait à prendre de puissants somnifères pour trouver le sommeil.

## Citations
Société Rhinologique Américaine :
« ...La suppression excessive de tissu turbinal peut conduire au SNV. Une résection excessive peut amener des croûtes, saignement, difficulté respiratoire (souvent la sensation paradoxale d'obstruction), infections récurrentes, odeur nasale, douleur et souvent dépression clinique. Dans une étude, le début des symptômes se produisit plus de 1 an après les turbinectomies. »

Docteur E.B. Kern (ex-président des Sociétés Rhinologiques Internationales et Américaines) :
« La résection d'un cornet entier à cause d'un problème bénin est fortement déconseillée car sectionner un cornet peut produire une atrophie nasale et une condition misérable pour la personne. Malheureusement l'auteur de cet article voit encore de telles personnes dans les cabinets; ces personnes sont des estropiées du nez. »
C'est en réexaminant des groupes de patients qui avaient subi une turbinectomie inférieure totale que Moore et al. découvrirent le retentissement fonctionnel du syndrome du nez vide :
« La turbinectomie inférieure totale a été proposée comme un traitement contre l'obstruction chronique des voies respiratoires nasales réfractaire à d'autres méthodes de traitement plus classiques. Elle a été régulièrement critiquée à cause de ses effets secondaires sur la physiologie nasale. Dans cette étude, les patients qui avaient précédemment suvi une turbinectomie inférieure totale ont été évalués à l'aide d'un questionnaire très détaillé. Elle confirme que la turbinectomie inférieure totale entraîne une morbidité significative et devrait être condamnée. »